# Lista de quadros de Agora É Tarde

## Quadros Atuais

### Monólogo
Danilo Gentili comenta sobre os assuntos da semana de forma cômica e sarcástica, é um stand-up a cada programa. Dentro dele existe alguns subquadros.
- O Pior Frame do Dia - O programa apresenta ao público um frame de uma cena inusitada em um programa de televisão.
- Plantão Extraordinário Urgente - A assistente Juliana, diretamente da redação do programa, leva às pressas para Danilo uma notícia bombástica. Só que não.

### Passou na TV
O quadro mostra o que a TV passou de melhor e mais estranho. Em algumas situações, o quadro pode falar sobre um único tema em um episódio do programa.

### Mesa Vermelha
Danilo Gentili, Léo Lins e Murilo Couto se reúnem junto com mais dois humoristas convidados em uma mesa redonda onde eles comentam os principais assuntos relacionados com as celebridades e curiosidades bizarras.
Obs.: O quadro é inspirado no programa Chelsea Lately do canal E!. Até 2013, o quadro tinha apenas um único humorista convidado.

### Diário Semanal
O jornal político do "Agora é Tarde", onde Danilo Gentili faz piada com os principais fatos da política nacional e internacional.
Obs.: O quadro é inspirado no programa The Daily Show with Jon Stewart e no quadro Night News Now do Late Night with Jimmy Fallon.

### Dois brasileiros que nunca se encontrariam para tomar um café
Léo Lins convida duas personalidades que não tem praticamente nada em comum para tomar um café, os entrevista e faz alguns jogos com elas.

### Desenhos do Danilo
Gentili desafia os integrantes do programa a adivinhar o significado de desenhos que ele fez.

### Boletim científico
Murilo Couto e Léo Lins fazem um jornal sarcástico sobre os principais avanços no campo da ciência e tecnologia na atualidade.

### Alguns Fatos Sobre...
Gentili mostra cinco fatos colhidos pelo IPAéT (Instituto de Pesquisa Agora é Tarde) sobre um tema qualquer.

### Plateia Awards
Seguindo uma linha parecida ao Classificados da Plateia, Danilo premia algumas pessoas da plateia com uma caneca do programa, em categorias absurdas criadas por ele, todas baseadas no visual ou na situação do "vencedor", como Quero meus 15 segundos de fama, Eu trouxe marmita, e Só consegui o assento na frente seduzindo o produtor no banheiro.

### Entrando com Tudo
Murilo Couto tenta entrar em motéis trazendo com ele as companhias mais absurdas possíveis, como animais e pacientes de uma ambulância.

### AET Repórter
Murilo Couto faz uma reportagem investigativa, num tom sério, sobre um tema relevante, com base em entrevistas com supostos envolvidos no tema e especialistas - todos interpretados por Murilo. O quadro segue uma linha próxima do antigo Documentários Agora é Tarde.

### Grandes Entrevistas para um Pequeno Programa
Léo Lins vai até grandes celebridades e faz uma pequena entrevista, pois - por algum motivo - elas não podem comparecer ao programa.
Obs.: O quadro é frequentemente utilizado para entrevistar artistas da Rede Globo, que geralmente não permite que seus artistas participem de programas de outras emissoras.

## Quadros Extintos

### Mentira FM
Uma notícia falsa é narrada através de um rádio dentro de um táxi para ver a reação das pessoas no interior do veiculo. Na estreia a rádio noticiava o namoro da apresentadora Hebe Camargo com o jogador Neymar; tal fato desencadeou uma série de reações das pessoas do veiculo.

### Lado B da TV
O quadro mostra como são alguns programas regionais peculiares, que possuem tipos completamente bizarros e que obviamente vão ao ar apenas em um determinado estado ou região.

### Magic Raul
Murilo Couto interpreta um mágico de rua fajuto em que todos os seus truques dão errado, sobrando até para os pedestres que participavam nele. 

### Túlio B-Boy
Murilo Couto interpreta um dançarino de rua que com seu aparelho de som começa a dançar em lugares inesperados.

### Jogo das Palavras
Murilo Couto e Léo Lins vão a festas e se competem para fazer o entrevistado dizer a palavra que eles querem.

### Donizete, o Coelho Canalha
Donizete é um coelho repórter que faz perguntas ácidas, deixando o entrevistado na maior saia justa, em suas reportagens.

### Pega ou não Pega
Gentili mostra uma sequência de celebridades para o entrevistado, onde ele responde se "pegaria" ou não essa celebridade.

### Na Cara
Léo Lins entrevista uma personalidade e ele pergunta "na cara" sobre assuntos embaraçosos ou até constrangedores para ela.

### Vinhetas do Jô
Sátira às vinhetas de intervalo usadas pelo seu concorrente Programa do Jô, onde mostra os bastidores e a sua equipe. Na sátira, sempre acontece algo incomum e absurdo com a equipe, como a redação inteira dormindo, ou alguém vomitando.

### Jornal do Futuro
Léo Lins e Murilo Couto simulam um jornal com notícias absurdas supostamente de décadas, séculos ou até milênios a frente.

### Porta Voz
Com um aparelho que usa várias falas de uma pessoa, Danilo Gentili passa trotes fingindo ser uma celebridade e colocando a mesma pessoa em situações um tanto constragedoras. No programa do dia 15 de maio de 2012, Murilo Couto e Léo Lins fizeram um Porta Voz especial de dia das mães, passando um trote na mãe de Danilo.

### Ligações Perigosas
Danilo Gentili mostra algumas folhas com palavras diferentes, e o convidado tem que ligar para uma pessoa e puxar assunto sobre o tema que Danilo Gentili mostrar no folheto.

### Curiosidades Agora é Tarde
Exibido dentro do monólogo, mostra curiosidades absurdas e nada interessantes sobre o programa e seus bastidores.

### Documentários Agora é Tarde
Léo Lins faz um pequeno e sério documentário sobre um tema específico mas exagera em aspectos do tema.

### Janela da Alma
O entrevistado é submetido a um teste psicológico que supostamente procura explorar o seu eu-interior. Mas as perguntas desse teste - de dupla escolha - tem opções, no mínimo, estranhas (Ex.: Você prefere ficar um ano sem sobrancelha ou um mês com todo o suor do seu corpo saindo pelo buço?).

### Superhumanos
Num tom sério, o programa mostra pessoa que supostamente tem habilidades extrordinárias. Mas essas habilidades, quando postas em prática, revelam ser nem um pouco extraordinárias.

### A Magia do Olhar (Eye)
Fictícia série estrangeira da BBC, da França (na verdade, ela é da Inglaterra), onde mostra várias cenas esdrúxulas com integrantes do programa gravadas com uma supercâmera lenta.

### Classificados da Plateia
Algumas pessoas da plateia são pegas de surpresa pelo câmera e aparecem como se estivessem fazendo um anúncio absurdo de classificados, como "Vendo meu voto pras próximas eleições. Pacotes promocionais com a minha família".

### O Novo Humorista do Zorra
Concurso lançado pelo programa para escolher um possível candidato a comediante do humorístico Zorra Total, da Rede Globo. O candidato tinha que apenas apresentar caracterizado do personagem e ter um bordão. O programa se comprometeu a apresentar o vencedor a Maurício Sherman, diretor do Zorra Total. O vencedor foi escolhido no dia 26 de junho de 2013, que foi a personagem Rosenilda com o bordão "Ih, vai dar m..."

#### Candidatos
| Personagem-Candidato               | Bordão                                              |
| ---------------------------------- | --------------------------------------------------- |
| Aparício, o Garçom                 | "Fritas Acompanha?"                                 |
| Norminha Chantilly                 | "Aumenta a dose, Jacinto!"                          |
| Maura Pepelini                     | "Ah, eu tô gravando..."                             |
| Seu Birinha                        | "Podiria!"                                          |
| Mister Dalho                       | "Quer alho?"                                        |
| Jim Justus                         | "Mas o meu cabelo..."                               |
| Melissão (Assistente Juliana)      | "Meu filme já tá queimado!"                         |
| Professor de Português             | "Palmatória!"                                       |
| Oliver, o Conquistador             | "Hmm, Ronnie Von..."                                |
| Shirley e Sheila                   | "Vou checar..." "E eu vou Pré-checar..."            |
| Sheik Dakibe                       | "Esse gosta da kibe!"                               |
| Alex Atola                         | "Pode entrar, só não repare na bagunça!"            |
| Dona Mel Ada                       | "Bem, tempera bem que hoje tem!"                    |
| Dr. Freud                          | "Então não Freud!"                                  |
| Rozenilda (Vencedora do Concurso)  | "Ih, vai dar m..."                                  |
| Valério Leite                      | "Pica atrás?"                                       |
| Gerundina                          | "Estaremos analisando, senhor!"                     |
| Pícara Sonhadora                   | "Ah, se eu tivesse rola..."                         |
| Diego Rei                          | "¡Qué cosa loca, ¿no?"                              |
| Valdir (acordeonista do Falamansa) | "Eu posso ser pequeno, mas em 'compensamento'..."   |
| Susana Tiger                       | "'Cê' pensa que é fácil manter esse corpinho, bem?" |
| Russo Balboa                       | "Não se meta não, viu?"                             |